# БРДМ-1

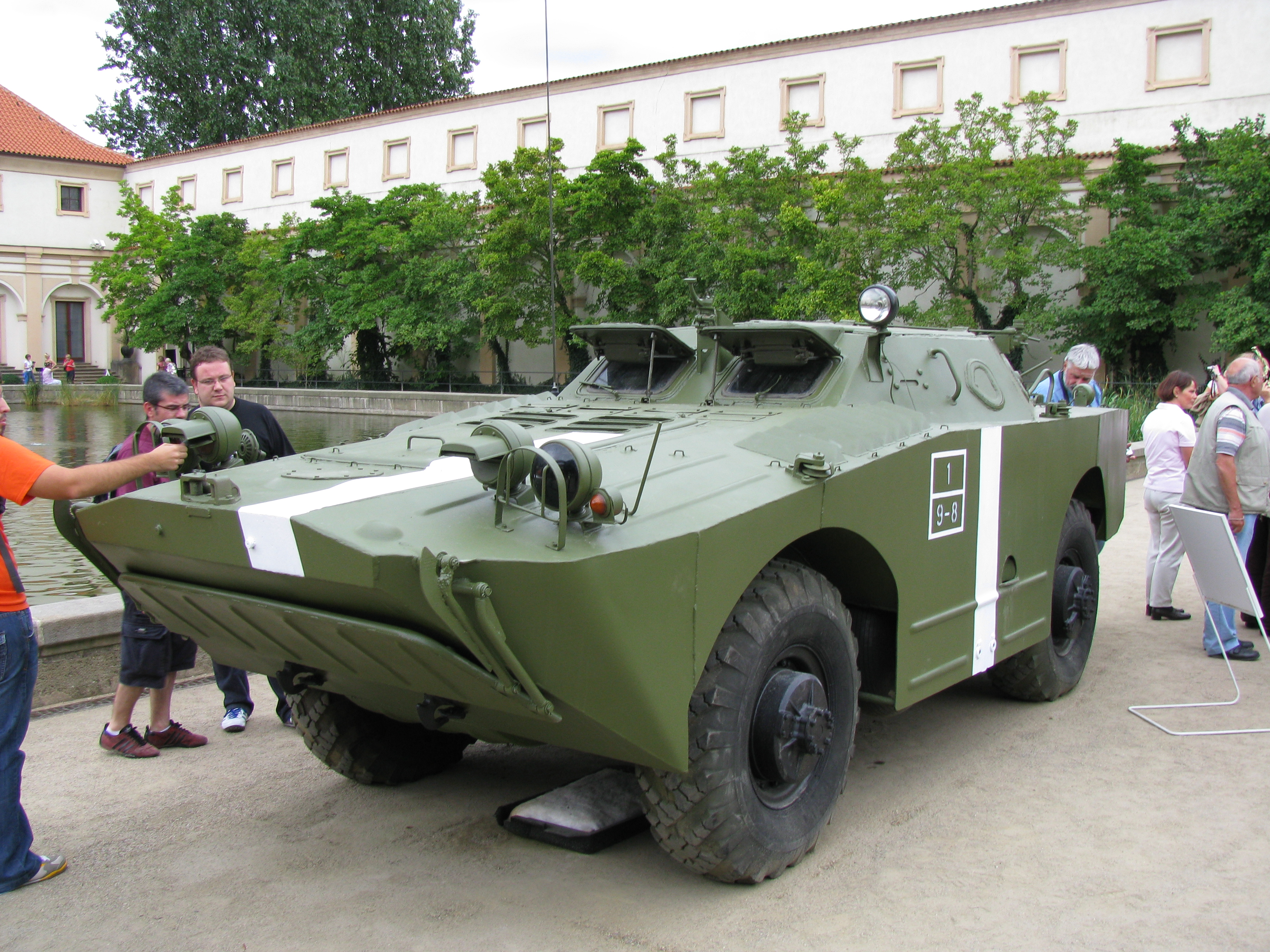
БРДМ-1 у Чехії

Броньована розвідувально-дозорна машина (БРДМ) — радянська бойова розвідувальна машина 1950-х років, за західною класифікацією також часом позначається як бронеавтомобіль. Була створена в 1954-1956 роках в ОКБ ГАЗу для заміни легкого бронетранспортера БТР-40 в ролі стандартної легкої розвідувальної, штабної і зв'язковий машини Радянської Армії. У порівнянні зі своїм попередником, БРДМ мала підвищену прохідність за рахунок застосування шасі з двома додатковими парами ошинковки коліс і амфібійної здібності, а також більшого запасу ходу.
Серійне виробництво БРДМ здійснювалося з 1957 по 1966, останні роки машина випускалася паралельно з поліпшеною БРДМ-2, створеною на її основі. Крім основного варіанта, БРДМ послужила базою для створення ряду спеціалізованих машин, насамперед самохідних ПТРК; всього було випущено близько 10 000 машин всіх типів. БРДМ використовувалася радянськими сухопутними, повітряно-десантними військами і морською піхотою аж до кінця 1970-х років. БРДМ також активно надходила на експорт, близько 1500 одиниць було поставлено щонайменше в 21 країну світу і хоча, за станом на 2010 рік, в більшості з цих держав вони зняті з озброєння, деякі країни продовжують використовувати машини цього типу.